# Могойтуйський район
Могойту́йський район (рос. Могойтуйский район) — район у складі Забайкальського краю Російської Федерації, є одним із трьох районів Агінського Бурятського округу.
Адміністративний центр — селище міського типу Могойтуй.

## Населення
Населення — 25689 осіб (2019; 27463 в 2010, 27386 у 2002).

## Адміністративний поділ
Район адміністративно поділяється на 1 міське та 14 сільських поселень:
| Поселення                            | Площа, км² | Населення, осіб (2002) | Населення, осіб (2010) | Населення, осіб (2019) | Центр         | Населені пункти |
| ------------------------------------ | ---------- | ---------------------- | ---------------------- | ---------------------- | ------------- | --------------- |
| Могойтуйське міське поселення        | 36,36      | 8586                   | 10231                  | 10865                  | Могойтуй      | 1               |
| Ага-Хангільське сільське поселення   | 501,29     | 1347                   | 1330                   | 1027                   | Ага-Хангіл    | 3               |
| Боржигантайське сільське поселення   | 325,85     | 1166                   | 1003                   | 852                    | Боржигантай   | 1               |
| Догойське сільське поселення         | 578,52     | 1140                   | 1033                   | 859                    | Догой         | 3               |
| Зугалайське сільське поселення       | 441,31     | 1552                   | 1434                   | 1231                   | Зугалай       | 1               |
| Кусочинське сільське поселення       | 419,34     | 1174                   | 1069                   | 890                    | Кусоча        | 1               |
| Нурінське сільське поселення         | 255,67     | 1114                   | 871                    | 790                    | Нурінськ      | 3               |
| Ортуйське сільське поселення         | 320,55     | 1166                   | 1020                   | 836                    | Ортуй         | 1               |
| Усть-Нарінське сільське поселення    | 270,56     | 693                    | 581                    | 517                    | Усть-Нарін    | 2               |
| Ушарбайське сільське поселення       | 469,01     | 1396                   | 1348                   | 1132                   | Ушарбай       | 7               |
| Хара-Шибірське сільське поселення    | 632,21     | 1773                   | 1642                   | 1453                   | Хара-Шибір    | 1               |
| Хілинське сільське поселення         | 332,15     | 2040                   | 1936                   | 1696                   | Ага           | 8               |
| Цаган-Олинське сільське поселення    | 574,95     | 1596                   | 1392                   | 1150                   | Цаган-Ола     | 2               |
| Цаган-Челутайське сільське поселення | 609,98     | 1711                   | 1736                   | 1562                   | Цаган-Челутай | 4               |
| Цугольське сільське поселення        | 501,72     | 932                    | 837                    | 829                    | Цугол         | 1               |

## Найбільші населені пункти
| №  | Населений пункт | Населення, осіб (2002) | Населення, осіб (2010) |
| -- | --------------- | ---------------------- | ---------------------- |
| 1  | Могойтуй        | 8586                   | 10231                  |
| 2  | Хара-Шибір      | 1773                   | 1642                   |
| 3  | Зугалай         | 1552                   | 1434                   |
| 4  | Ага             | 1525                   | 1361                   |
| 5  | Цаган-Ола       | 1561                   | 1344                   |
| 6  | Ага-Хангіл      | 1347                   | 1330                   |
| 7  | Цаган-Челутай   | 1310                   | 1248                   |
| 8  | Ушарбай         | 1164                   | 1114                   |
| 9  | Кусоча          | 1174                   | 1069                   |
| 10 | Ортуй           | 1166                   | 1020                   |
| 11 | Боржигантай     | 1166                   | 1003                   |